# Chính trị cực hữu

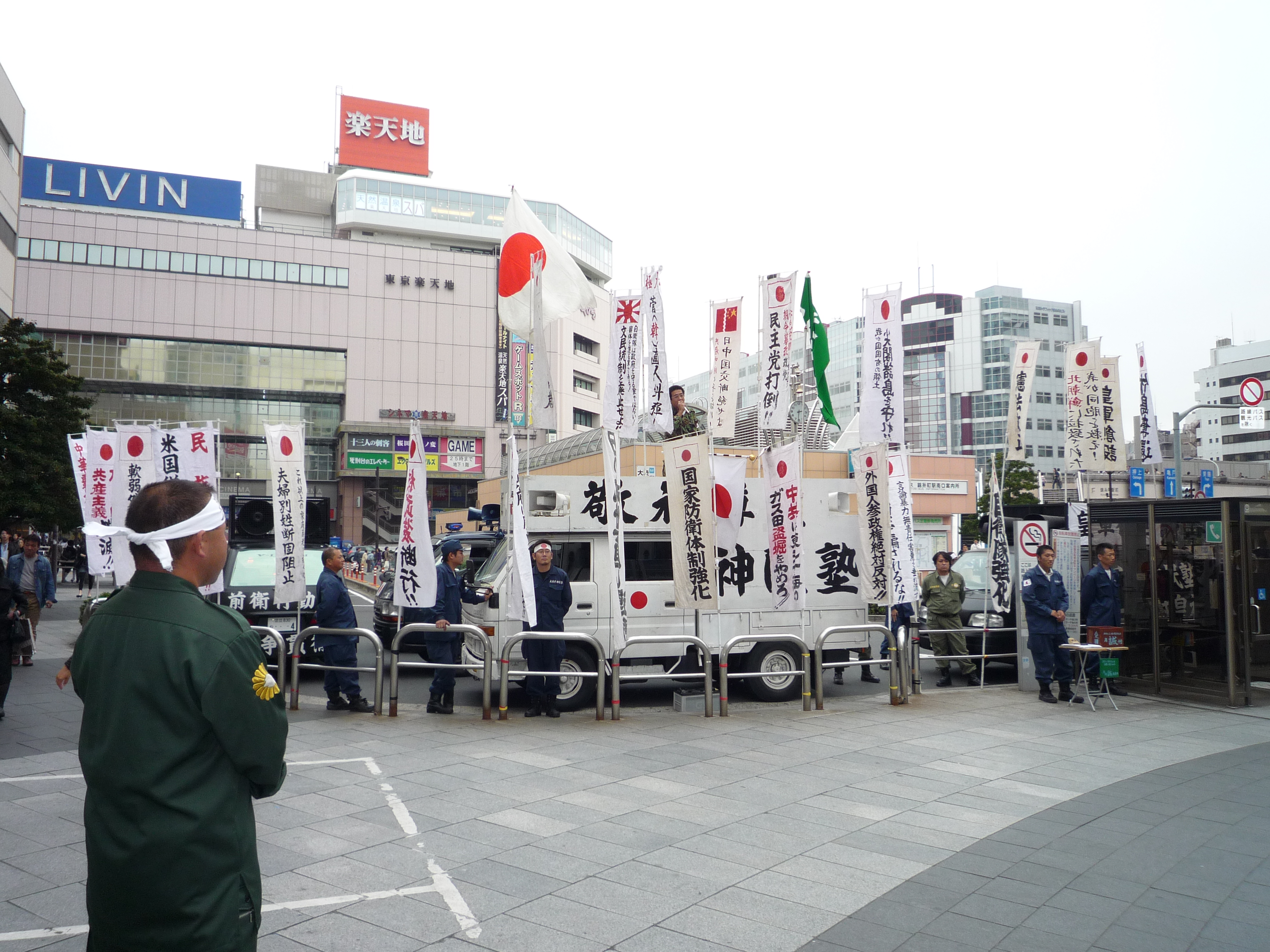
Gaisen Uyoku (街宣右翼), một nhóm cánh cực hữu ở Nhật Bản, tổ chức phát biểu chống Trung Quốc tại quảng trường gần lối ra phía nam của trạm xe Kinshichō.

Chính trị cực hữu (tiếng Anh: Far-right politics), còn gọi là cánh cực hữu, phái cực hữu, cánh hữu cực đoan, ý chỉ nhân sĩ hoặc tổ chức mà lập trường chính trị của họ nằm ở phía ngoài cùng bên phải của dải chính trị tả–hữu, là hình thức cực đoan của chính trị cánh hữu, tức là chuyên chế và dân tộc chủ nghĩa cực đoan. Phái cực hữu và phái cực tả thường hàm ý chủ nghĩa cực đoan (extremism). "Phái cực hữu" cũng thường được rất nhiều nhà bình luận chính trị dùng đến để miêu thuật một số đoàn thể chính trị, cuộc vận động và chính đảng khó có thể quy vào phái hữu truyền thống. Một số đảng có thể có khuynh hướng ngầm theo chủ nghĩa tân phát xít hoặc Tân Quốc xã.
Chính trị cực hữu thường nhấn mạnh lòng yêu nước cực đoan, bài ngoại, hay các xu hướng ủng hộ phân tầng xã hội cực đoan hay tôn giáo cực đoan.
Một số học giả sử dụng "phái hữu cực đoan" (Extreme Right) hoặc "phái hữu thiên kích" (Ultra Right) để thảo luận đoàn thể chính trị phái hữu mà nằm ngoài phạm vi chính trị của cuộc tuyển cử truyền thống, thông thường có các phần tử phái hữu cách mệnh, như người theo chủ nghĩa tối cao chủng tộc hiếu chiến với người theo chủ nghĩa cực đoan tông giáo, người theo Chủ nghĩa Quốc xã mới (Neo-Nazism) và đảng viên KKK, v.v. Trong loại cách dùng này, tất cả danh từ ấy có sự phân biệt với phái cực hữu không hiếu chiến hoặc người theo chủ nghĩa dân tuý phái hữu cũng như các phái cực hữu có hình thức khác.
Các học giả có ít nhất hai sự xung đột về cách dùng khi sử dụng "phái cực hữu":
Cuộc vận động phái hữu có khuynh hướng cải cách hoặc bè cánh phái hữu trong chính đảng Bảo thủ. Họ thường bị gọi là "phái hữu bất đồng chính kiến" (Dissident Right), "phái hữu chủ nghĩa hành động" (Activist Right) hoặc "chủ nghĩa dân tuý cánh hữu" (Right-wing Populism). Lập trường của họ ở vào giữa phái bảo thủ truyền thống và phái hữu cực đoan. Những nhân sĩ này nằm ở ngoài sự cầm đầu của cuộc tuyển cử chính trị, nhưng thông thường họ phát động cuộc vận động cải cách và phi cải cách. Một số chính đảng được gọi là "phái cực hữu" bởi vì chính đảng chủ nghĩa bảo thủ trái ý kiến với chính gốc "trung gian thiên hữu", cho rằng chính sách của họ đã ngả nghiêng, tách rời lộ giới phái hữu nguyên lúc đầu.
Những người theo chủ nghĩa tân phát xít và  chủ nghĩa tân quốc xã  thường được xem là "phái cánh hữu" hoặc "phái hữu thiên kích". Những đoàn thể này thông thường có sẵn tính chất cách mệnh, nhưng mà phi cải cách. "Phát xít mới" và "tân nạp tuý" cũng ngụ ý họ đến từ thời đại hậu thế chiến II.
Vì những phân loại này còn chưa được tiếp nhận rộng khắp, và vẫn có sự tồn tại cách dùng khác, do đó cách dùng cho "phái cực hữu" tương đối là phức tạp.

## Cách thức hoạt động
Vào thời gian cuối thế kỉ 19, quang phổ chính trị Pháp Quốc có thể chia thành phái cực tả (người theo chủ nghĩa xã hội và chủ nghĩa kích tiến (Radicalism), trung gian thiên tả (người của Đảng Cộng hoà phái tự do), phái trung gian (người ủng hộ quân chủ lập hiến, phái Orleans, người của Đảng Cộng hoà phái bảo thủ, người theo chủ nghĩa Bonaparte) và phái cực đoan (phái bảo hoàng, phái chính thống).
Việc sử dụng "phái cực hữu" của học giả khác nhau có sự xung đột về cách dùng. "Phái cực hữu" được dùng phổ thông nhất để miêu thuật chủ nghĩa phát xít, chủ nghĩa nạp tuý và người theo chủ nghĩa dân tộc thiên kích khác cùng với những hình thái ý thức và phong trào phản động khác.
Chính trị gia phái cực hữu ông Pim Fortuyn đã qua đời ở Hà Lan bởi vì chính sách phản đối di dân với phản đối giáo đồ Mục Tư Lâm của ông ấy và bị Công ty quảng bá Anh Quốc BBC gọi là phái cực hữu.Đài phát thanh vô tuyến điện công cộng Mĩ Quốc (chữ Anh: National Public Radio, viết ngắn là NPR) đã sử dụng "phái cực hữu" để miêu thuật những chính phủ độc tài uy quyền mà truyền bá chủ nghĩa tư bản thị trường tự do, giống như là ông Augusto Pinochet của Chile.
Tùng san phái tả có tên "Bài phê bình của tân phái tả" (chữ Anh: New Left Review) từng gọi chính sách của Reagan là "phái hữu kích tiến" (Radical Right). "Phái hữu kích tiến" cũng được dùng đến để biểu thị "coi cá nhân là cốt lõi của cuộc vận động chủ nghĩa tự do cá nhân".
Bộ An toàn quốc thổ Mĩ Quốc lấy định nghĩa của chủ nghĩa cực đoan phái hữu là mục tiêu nhắm đến nhóm cừu hận của phần tử kích tiến, chủng tộc hoặc tông giáo thiểu số, thêm nữa nhóm cừu hận có khả năng giành hết sức về một vấn đề đơn nhất nào đó, như phản đối phá thai, đồng tính luyến và di dân.
Song cách nói "phái cực hữu" này thường làm cho người sử dụng hiểu sai lầm, một số nhân sĩ và nhân vật chính trị cánh tả sẽ dùng "phái cực hữu" để gọi một số nhân vật chính trị cứng rắn và cánh hữu bảo thủ, phần lớn nhân vật chính trị này thật sự không phải là phái cực hữu, dù cho những nhân vật chính trị này có lẽ sẽ dính líu đến việc thể hiện quan điểm kì thị chủng tộc, kì thị giới tính và doạ nạt đồng tính luyến, nhưng không thể quy nạp là phái cực hữu. Hiện thời chính đảng "phái cực hữu" mà nhiều người biết trên thật tế là chính đảng chủ nghĩa dân túy phái hữu, tuy nhiên những chính đảng cánh hữu này đang giữ chặt chủ nghĩa dân tộc, cộng thêm các chính sách xã hội thuộc về phái bảo thủ cánh hữu như phản đối phá thai, nhưng mà cũng duy trì bảo vệ phúc lợi xã hội và sự can dự của Chính phủ vào kinh tế thị trường, chính sách kinh tế của chủ nghĩa tập thể hoặc chủ nghĩa xã hội dân tộc, chính đảng dân tuý phái hữu ở Âu Mĩ liền chủ trương một mạch nhấn mạnh bảo hộ quyền và lợi ích công nhân bản quốc, phản đối việc dẫn đưa di dân nước ngoài tiến vào thị trường lao động. Mấy năm nay khủng hoảng nghiêm trọng di dân ở Âu Mĩ, chính đảng dân tuý phái hữu liền lập tức chủ trương phản đối di dân mà phần lớn đến từ các quốc gia Y Tư Lan giáo cùng với dân tị nạn đi vào châu Âu, mà coi đó như là chính cương chủ yếu.

## Tổ chức phái cực hữu hiện tại ở các quốc gia và vùng lãnh thổ

### Châu Phi
- Ai Cập
  - Hội anh em Mục Tư Lâm (Society of the Muslim Brothers)
- Nam Phi
  - Cuộc vận động Kháng cự người Nam Phi có huyết thống châu Âu (Afrikaner Weerstandsbeweging)

Châu Âu
- Liên minh châu Âu
  - Liên minh Vận động Dân tộc châu Âu (Alliance of European National Movements)
- Ukraina
  - Đảng Khu hữu
  - Liên minh toàn bộ Ukraina "Tự Do"
- Áo
  - Đảng Tự do Áo Địa Lợi (Austrian Freedom Party) [13][14][15]

- Nga
  - Đảng Thống nhất Dân tộc Nga (Russian National Unity, viết ngắn là RNU)
  - Đảng Dân tộc Nhân dân Nga (Liberal Democratic Party of Russia, viết ngắn là LDPR)
  - Mục tiêu Nga

- Bỉ
  - Đoàn thể Vlaanderen (Vlaams Blok)
  - Đảng Lợi ích Vlaanderen (Vlaams Belang)
  - Trận tuyến Dân tộc

- Bulgaria
  - Đảng Công kích (ATAKA) [16]

- Croatia
  - Đảng Croatia Thuần tuý vì Quyền lợi (Croatian Pure Party of Rights) [17]
  - Cuộc vận động giải phóng Croatia (Croatian Liberation Movement) [18][19]

- Đan Mạch
  - Đảng Nhân dân Đan Mạch (Danish People's Party, viết ngắn là DPP) [20]
- Pháp
  - Trận tuyến Dân tộc

- Đức
  - Đảng Công nhân Đức Quốc Chủ nghĩa Xã hội Quốc gia (bị cấm chỉ năm 1945 sau khi thế chiến II kết thúc)
  - Sự chọn lựa khác thường cho Đức Quốc
  - Đảng Dân chủ Quốc gia Đức Quốc (National Democratic Party of Germany, viết ngắn là NPD)
  - Đảng Cộng hoà (The Republicans (Germany) hoặc viết là REP)
  - Đảng Công nhân Đức Quốc tự do (Free German Workers' Party)
  - Trận tuyến Tín đồ dị giáo Đức Quốc (German Heathen's Front)
  - Liên minh Nhân dân Đức Quốc (German People's Union) [21][22]
  - Liên minh Đức Quốc vì nhân dân và Tổ quốc (German League for People and Homeland)
- Hy Lạp
  - Hiệp hội nhân dân - Sắc kim lê minh (Popular Association – Golden Dawn, tên gọi thường biết đến là Golden Dawn)
  - Trận tuyến Đông Chính giáo Nhân dân (Popular Orthodox Rally) [23][24][25][26]

- Hungary
  - Jobbik, cuộc vận động cho một Hungary thêm tốt hơn (Jobbik, the Movement for a Better Hungary)
  - Đảng Chính nghĩa và Sinh hoạt Hungary (Hungarian Justice and Life Party)
  - Đảng Mũi tên Chữ thập (Arrow Cross Party-Hungarist Movement) (bị cấm chỉ năm 1945 sau khi thế chiến II kết thúc)

- Ý
  - Cuộc vận động xã hội Ý Đại Lợi - phái hữu dân tộc (Italian Social Movement-National Right, sau đó hợp nhất vào Đảng Nhân dân tự do)
  - Đảng phát xít Ý (bị cấm chỉ năm 1943)

- Latvia
  - Liên minh Lực lượng Dân tộc (National Power Union) [27]

- Luxembourg
  - Đảng Cải cách Dân chủ Thay thế (Alternative Democratic Reform party)

- Malta
  - Đảng Đế quốc châu Âu (Imperium Europa)

- Hà Lan
  - Đảng Tự do (Party for Freedom)
  - Đảng Dân chủ trung gian (Centre Democrats, đã giải tán)
  - Đảng Trung gian (Centre Party, đã giải tán)
- Bồ Đào Nha
  - Đảng Phục hưng dân tộc (National Renewal Party) [28]

- Ba Lan
  - Liên minh Chính trị Hiện thật (Real Politics Union)
  - Liên minh Gia đình Ba Lan (League of Polish Families) [29]

- România
  - Đoàn thiết vệ (bị thủ tiêu năm 1941)
  - Đảng đại Romania (Greater Romania Party) [30]
  - Phái tân hữu (Noua Dreapta)

- Serbia
  - Đảng Kích tiến Serbia [31][32][33][34][35]
  - Tổ chức Obraz (Obraz)
  - Đội ngũ Dân tộc (Nacionalni stroj)

- Slovenia
  - Đảng Li-pa (Lipa Party)
  - Đảng Dân tộc Slovenia (Party of Slovenian Nation)
- Tây Ban Nha
  - Đảng Trường thương Tây Ban Nha (Falange Española de las JONS, viết ngắn là the Falange)
  - Đảng Dân chủ quốc gia (National Democracy)
  - Đảng Tây Ban Nha 2000 (España 2000)

- Thụy Điển
  - Đảng Nhân dân Thuỵ Điển (Sweden Democrats, viết ngắn là SD) [36]
  - Đảng Đế quốc Bắc Âu (Nordic Reich Party)

- Thụy Sĩ
  - Đảng Nhân dân Thuỵ Sĩ (Swiss People's Party, viết ngắn là SVP) [37]
  - Đảng Khuynh hướng Dân tộc Thuỵ Sĩ (Partei national orientierter Schweizer)
  - Liên minh Ticino
  - Đảng Tự do Thuỵ Sĩ
  - Liên minh Dân chủ liên bang Thuỵ Sĩ (Federal Democratic Union of Switzerland)

- Anh Quốc
  - Đảng Độc lập Anh Quốc (British Independence Party)
  - Trận tuyến Dân tộc (National Front)
  - Đảng Quốc gia Anh Quốc (British National Party) [38]
  - Chiến đấu 18 (Combat 18)
  - Câu lạc bộ Linh dương nhảy (Springbok Club)

### Bắc Mỹ
- Hoa Kỳ
  - Đảng Đệ nhất Mĩ Quốc (America First Party)
  - Đảng Hiến pháp Mĩ Quốc (The Constitution Party of the United States)
  - Đảng Người Mĩ Quốc (American Party)
  - Đảng Độc lập Mĩ Quốc (American Independent Party) [39]
  - Đảng Người yêu nước Mĩ Quốc (American Patriot Party) [40]
  - Đảng Mĩ Quốc độc lập (Independent American Party)
  - Đảng Nạp tuý Mĩ Quốc
  - Đảng Tam K
- Canada
  - Đảng Chủ nghĩa Xã hội Dân tộc Canada (National-Socialist Party of Canada)
  - Đảng Chủ nghĩa dân tộc Canada (Nationalist Party of Canada)
  - Đảng bộ Tây (Western Block Party)

### Nam Mỹ
- Argentina
  - Đảng Đoàn kết Chủ nghĩa Liên bang (Federalist Union Party)
  - Đảng Dân chủ Mendoza (Democratic Party of Mendoza)
- Brasil
  - Đảng Trùng kiến Trật tự Quốc gia (Party of the Reconstruction of the National Order)

### Châu Á
- Palestine
  - Cuộc vận động Thánh chiến Y Tư Lan Palestine (Islamic Jihad Movement in Palestine, viết ngắn là PIJ)
- Ấn Độ
  - Đảng quân thần Shiva (Shiv Sena) [41][42]
  - Đảng quân phục hưng Maharashtra (Maharashtra Navnirman Sena) [43][44][45]
- Mông Cổ
  - Tổ chức Bạch thập tự (Tsagaan Khas)
  - Cuộc vận động toàn Mông Cổ
- Israel
  - Đồng minh Bảo vệ Do Thái (Kach and Kahane Chai) [46]
- Trung Hoa Dân Quốc (Đài Loan)
  - Đảng Xúc tiến Thống nhất Trung Hoa (中華統一促進黨)
  - Hội Đồng tâm Ái quốc (愛國同心會)
  - Hội học thuật Chủ nghĩa Xã hội Quốc gia (國家社會主義學會)
  - Đảng Lao công Chủ nghĩa Xã hội Quốc gia Trung Quốc (中國國家社會主義勞工黨)
- Hồng Kông
- Phái cực hữu ở bản thổ Hồng Công, đối xử với di dân Trung Quốc đại lục và lữ khách như kẻ thù [47]
  - Công dân nhiệt huyết (Civic Passion)
  - Tiền tuyến dân chủ bản thổ (本土民主前線)
  - Tiền tuyến dũng vũ (勇武前綫)
- Nhật Bản
  - Đảng Người lao động Nhật Bản Chủ nghĩa Xã hội Quốc gia (National Socialist Japanese Labor Party, viết ngắn là NSJAP)
  - Hội Tán trợ Cánh chính trị lớn (Imperial Rule Assistance Association / 大政翼賛会) (đã bị thủ tiêu)
  - Đoàn thể Cánh hữu Nhật Bản (Uyoku dantai)
- Kazakhstan
  - Đảng Alash (Alash Party)
- Liban
  - Đảng Chủ nghĩa Dân tộc Xã hội Xi-ri-a (Syrian Social Nationalist Party) [48][49][50][51][52][53][54]
  - Đảng Người bảo vệ cây tuyết tùng (Guardians of the Cedars)
  - Đảng Chân chủ
- Malaysia
  - Đảng Y Tư Lan giáo Mã Lai (Malaysian Islamic Party)
- Pakistan
  - Liên minh chính đảng giáo chỉ ban đầu (Muttahida Majlis-e-Amal) [55]
  - Taliban
- Syria
  - Đảng Chủ nghĩa Dân tộc Xã hội Xi-ri-a (Syrian Social Nationalist Party)
- Thổ Nhĩ Kỳ
  - Đảng Hạnh phúc (Felicity Party, đã bị cấm chỉ)
  - Đảng Đại liên minh (Great Union Party)
  - Đảng Hành động Chủ nghĩa Dân tộc (Nationalist Movement Party)
  - Tổ chức Sói Xám (Grey Wolves / Ülkü Ocakları), Azerbaijan cũng có Đảng Sói Xám mà tuyên truyền chủ nghĩa Đột Quyết nói chung (Pan-Turkism).
- Bắc Triều Tiên
  - Đảng Lao động Triều Tiên [56][57]

### Châu Đại Dương
- Úc
  - Đảng Đệ nhất châu Úc (Australia First Party) [58]
  - Ủy viên hội Tuyển cử Công dân (Citizens Electoral Council) [59][60]
  - Đảng Dân tộc Đơn nhất